# 馬可夫角
66°46′S 50°16′E / 66.767°S 50.267°E
馬可夫角是南極洲的海岬，位於恩德比地，處於里塞-拉森山以西13公里，由蘇聯探險隊命名，以莫斯科國立大學的地理學教授命名。